# Filler (géotechnique)
Pour les articles homonymes, voir Filler.
Le filler (de l'anglais to fill qui signifie remplir), également appelé fines ou fines d'addition, est un granulat fin, de 0 à 125 µm environ et destiné à remplir, à charger divers produits des industries du BTP.
Il charge :
- l'asphalte artificiel à des doses voisines de 10 %, pour son pouvoir rigidifiant ;
- les enrobés bitumineux,à des doses voisines de 5 à 6 % dans les pays de l'Europe du Nord, 3 à 4 % dans les pays de l'Europe du Sud, pour son pouvoir rigidifiant ;
- les bétons de ciment hydraulique, à des doses voisines de 50 à 80 kg par m3, comme substitution du ciment ; il s'agit le plus souvent de fumée de silice (micro- ou nanoparticules issues de la métallurgie du silicium et de ses alliages) [1].

## Importance économique
Les statistiques des livraisons en France pour 2005, relevées par l’UNICEM, indiquent :
- poudre de pierre et carbonates de chaux pour fillers routiers : 580 000 tonnes
- De nombreux bétons spéciaux intègrent de grandes quantités de fumée de silice comme filler actif[1], filler qui se vend beaucoup plus cher que le ciment lui-même. Et « le prix du m³ de BFUP de béton fibré à ultra-hautes performances (BFUP) est vendu par les cimentiers environ 700 € contre 200 € pour un béton standard et 280 € pour un béton à hautes performances (BHP) »[2].